# Синдром Бруннера
Синдро́м Бру́ннера (англ. Brunner syndrome) — рідкісне генетичне захворювання, яке спричинює мутація в гені MAOA. Синдром пов'язаний з Х-хромосомою і на нього хворіють тільки чоловіки. Воно характеризується IQ нижче середнього (зазвичай 85), проблематичною імпульсивною поведінкою (наприклад, підпалом, гіперсексуальністю і насильством), порушенням сну і різкими перепадами настрою. Захворювання вперше описали у 1993 році в чотирнадцяти чоловіків з однієї голландської родини. З того часу синдром виявили ще в двох сім'ях. Через відкриття синдрому тільки у 1993 році його не встигли ввести до Міжнародного класифікатора хвороб 10-го перегляду, якого впровадили в медичний вжиток саме того року.

## Історичні відомості
Синдром описав у 1993 році голландський генетик, професор Радбоуд університету в Неймегені Хен Бруннер після виявлення певного генетичного дефекту в 14 чоловіків великої голландської родини. Усі члени сім'ї чоловічої статі з таким дефектом відзначалися підвищеною агресивністю, перепадами настрою. Пізніше було виявлено, що дефект спричинений мутацією в гені, що кодує моноаміноксидазу-А Бруннер стверджував, що «дефіцит МАО-А пов'язаний з впізнаваним поведінковим фенотипом, який включає порушення регуляції імпульсивної агресії»(на англ. Brunner said that an «MAO-A deficiency is associated with a recognizable behavioural phenotype that included disturbed regulation of impulsive aggression»)..
Hebebrand J. та Klug B. у листі, опублікованому у вересні 1995 року піддали критиці висновки Бруннера через не використання строгих критеріїв DSM.

## Причини
Синдром Бруннера зумовлює мутація у гені Моноаміноксидаза А (МАОА), що призводить до надлишку моноамінів у мозку, таких як серотонін, допамін і норепінефрін. У досліджуваних мишей і людей мутація розташовувалася на восьмому екзоні гена МАО-а, спричиняючи його дисфункцію МАО-ген. Регулярна функція МАО — руйнування моноамінів, порушується спричиняючи їх накопичення у мозку. В мишей, позбавлених функціонального гену МАО-а, відзначалися вищі рівні агресії, у порівнянні з мишами з функціональним МАО-геном.

## Суспільство і культура
Висновки Бруннера були використані як аргументи до того, що генетика, а не процеси прийняття рішень, можуть призвести до злочинної діяльності. Докази, що підтверджують генетичне виправдання злочинів, випливають з обох Бруннерових висновків і серії досліджень на мишах. Щоб довести кореляцію між МАО-дефіцитом і агресією у судах, часто стверджувалось, що фізичні особи не можуть бути притягнуті до відповідальності за свої гени, та, як наслідок, не повинні нести відповідальність за свої схильності й відповідні дії.